# Realism (bildkonst)

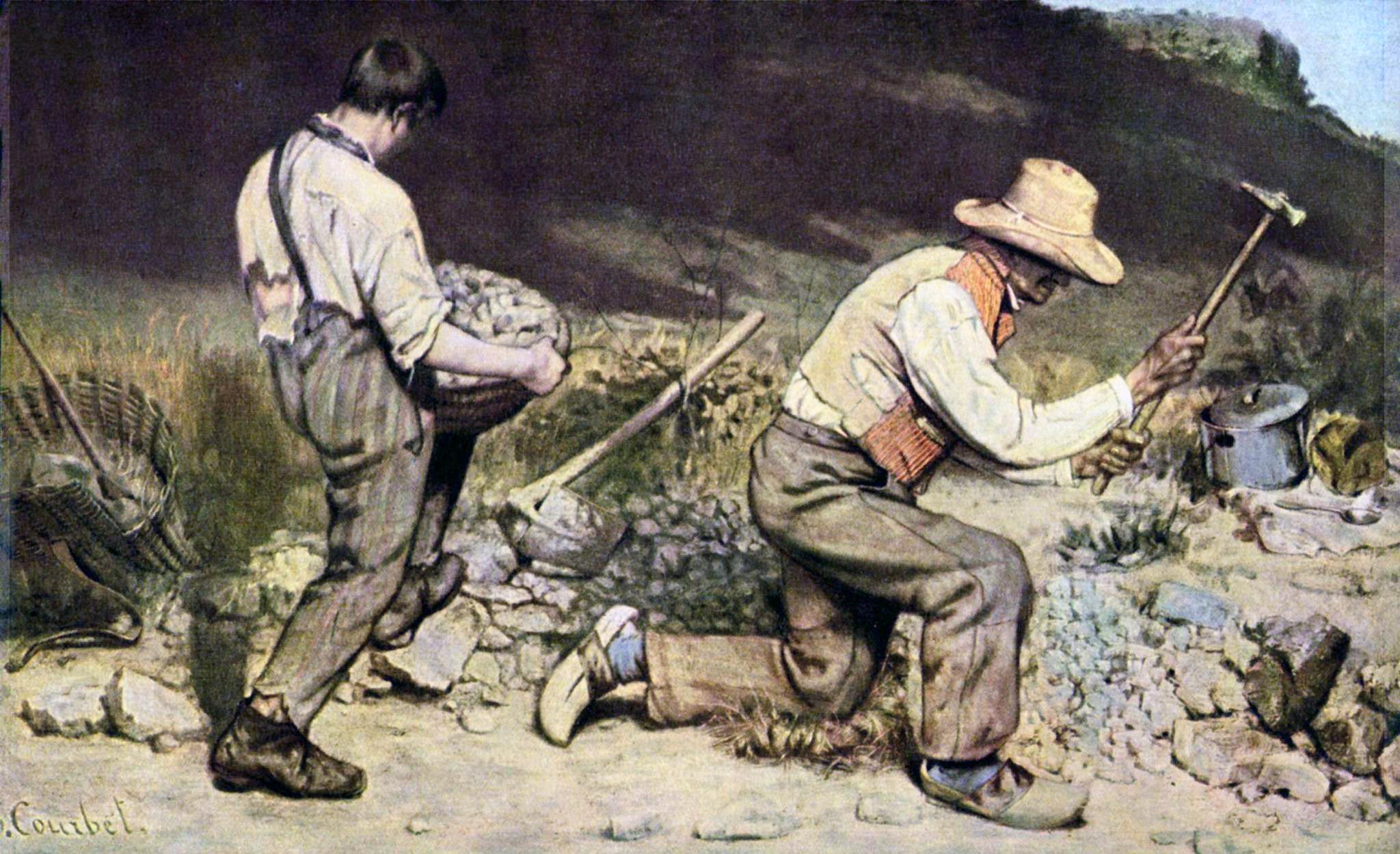
Gustave Courbets Stenbrytarna från 1849. En målning av konstnären Gustave Courbet som ofta får representera 1800-talsrealismen inom bildkonsten.

Realism, ibland kallad naturalism, inom bildkonsten är generellt försöken att avbilda omvärlden så sanningsenligt som möjligt, utan stilisering eller försköning och utan omöjliga, exotiska eller övernaturliga delar. Realism har förekommit under många perioder och kan innebära olika saker. 
Inom bildkonst kan realism innebära försöken att skapa en illusion av verklighet, som trompe l'œil eller fotorealism, det vill säga att avbilda omvärlden på ett korrekt sätt med perspektiv, ljus- och färgförhållanden. Men realism eller naturalism kan även innebära att konstnären eftersträvar att avbilda realistiska ämnen – den faktiska verkligheten utan stilisering eller försköning – vilket ofta innebär ett fokus på det vardagliga, det som göms undan eller sociala orättvisor. Det senare var typiskt för 1800-talsrealismen som tog sin början i Frankrike på 1850-talet efter Franska revolutionen 1848, men även inom socialrealismen, nya sakligheten eller regionalismen. 1800-talsrealisterna avvisade romantiken, som länge hade dominerat den franska konsten och litteraturen.

## Bildkonsten

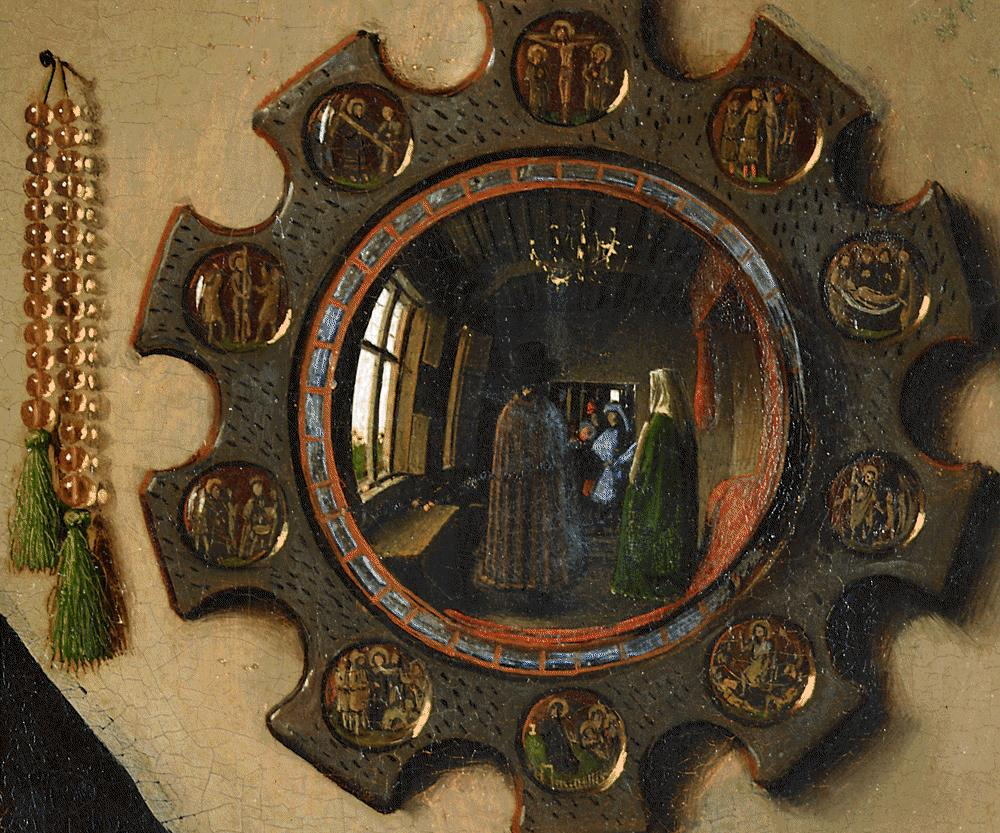
Realistiska illusoriska detaljer i en konvex spegel ur målningen Makarna Arnolfinis trolovning av Jan van Eyck från 1434.

Realism inom bildkonst är idén om den exakta, detaljerade och noggranna representationen av ögats registrering av händelser och ting, det vill säga avbildningar som vore de målade med fotografisk precision. Realismen i denna mening kallas också naturalism, mimesis eller illusionism. Denna form av illusorisk realistisk bildkonst har skapats under många perioder, och har då representerats av olika ideal. Den illusoriska realismen är tydlig inom det tidiga nederländska måleriet som hos Jan van Eyck och andra konstnärer på 1500-talet. Men trots de visuellt illusoriska effekterna avbildade denna konst ofta overkliga, religiösa och fantastiska motiv som änglar, monster och liknande. På samma sätt är 1800-talsrealisterna, som Gustave Courbet inte på något sätt speciellt kända för sina exakta och noggranna skildringar av verkligheten. Under Courbets tid var detta istället ofta något som tillskrevs det akademiska måleriet, som ofta med stor teknisk färdighet avbildade scener som var konstruerade och artificiella eller föreställde historiska händelser. Det är valet och behandlingen av ämnet som definierar realismen som en rörelse i bildkonsten, snarare än den noggranna uppmärksamheten åt visuella detaljer. Andra termer som naturalism slipper inte heller undan denna tvetydighet.

### Illusorisk realism

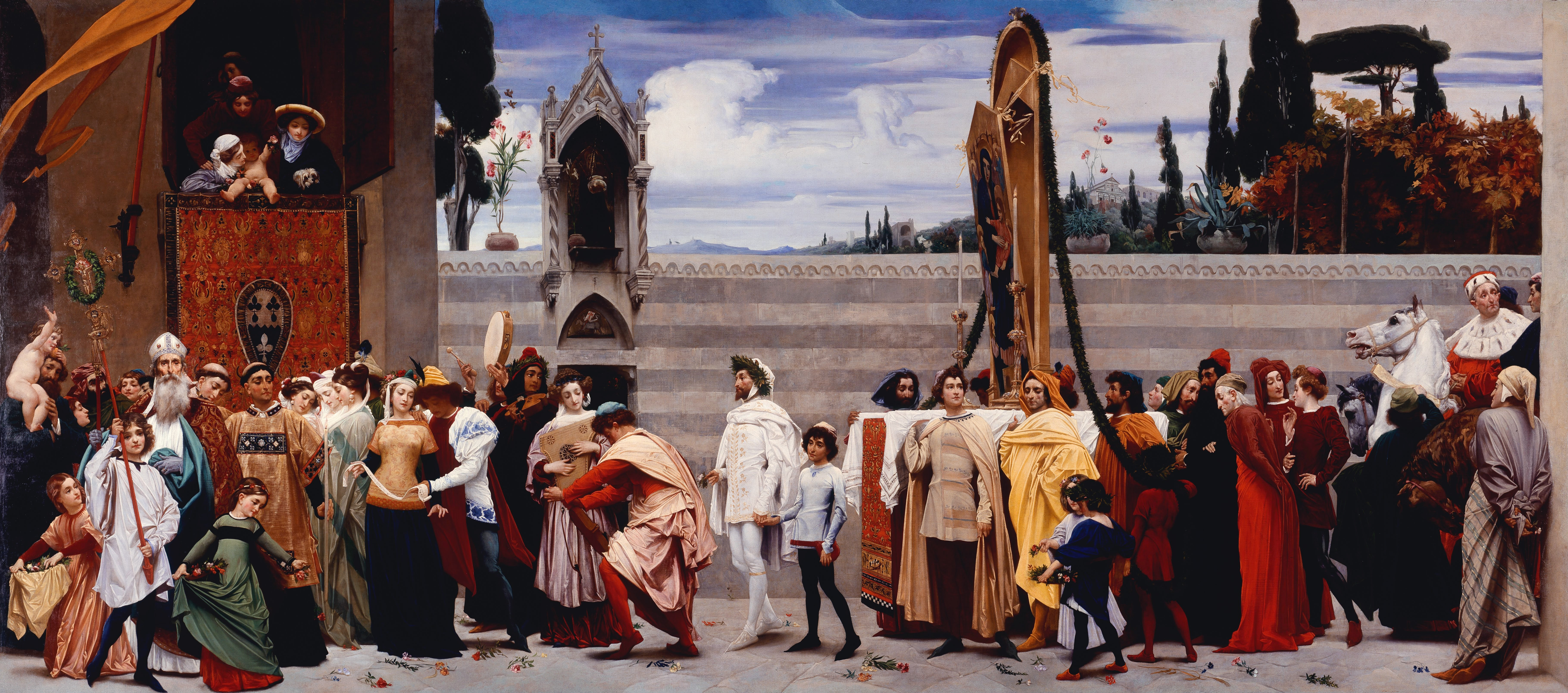
Lord Leightons Cimabue's Celebrated Madonna från 1853–1855 är skapad i slutet av en lång period då illusoriskt måleri dominerade, men representerar inte realismen som konströrelse på det sätt som Courbets arbeten som skapades vid samma tid.

Utvecklingen av alltmer korrekt visuell representation av ting har en lång historia inom konsten. Den omfattar sådan element som anatomiskt korrekt avbildning av människors och djurs anatomi, perspektiv och visuella effekter som uppstår genom avstånd, ljusförhållanden och färg. Det finns anmärkningsvärt levande avbildningar av djur inom paleolitisk konst och trots sin stiliserade estetik finns det realistiska avbildningar inom antik egyptisk konst. Inom den grekiska antikens konsten gjordes stora framsteg vad gäller anatomisk avbildning. Inga ursprungliga verk av de stora grekiska målarna har överlevt, men från litteraturen kan man utläsa att illusionism var högt värderat inom bildkonsten. Plinius den äldres berömda berättelse om fåglar som pickar på druvor målade av Zeuxis på 500-talet före vår tideräkning kan mycket väl vara en skröna, men indikerar idealet inom det grekiska måleriet. Förutom noggrannhet vad gäller form, ljus och färg visar romerska målningar en ovetenskaplig men effektiv kunskap om hur man kan avbilda avlägsna föremål som är mindre än de som är närmare och avbilda enklare geometriska former som tak och väggar i ett rum med perspektiv. Dessa framsteg i illusionistiska effekter innebar på intet sätt att konstnärerna gjorde några avsteg från den idealiserade kroppen. Skulpturer av grekiska gudar och hjältar visar hur de anatomiska kunskaperna användes för att skapa idealiserade och vackra former, även om det finns verk som går ifrån dessa ideal, som det kända "fula" porträttet som ofta tillskrivs Sokrates. Romerska porträtt, som distanserat sig ifrån det grekiska inflytande, visar ett större intresse för en sanningsenlig avbildning.

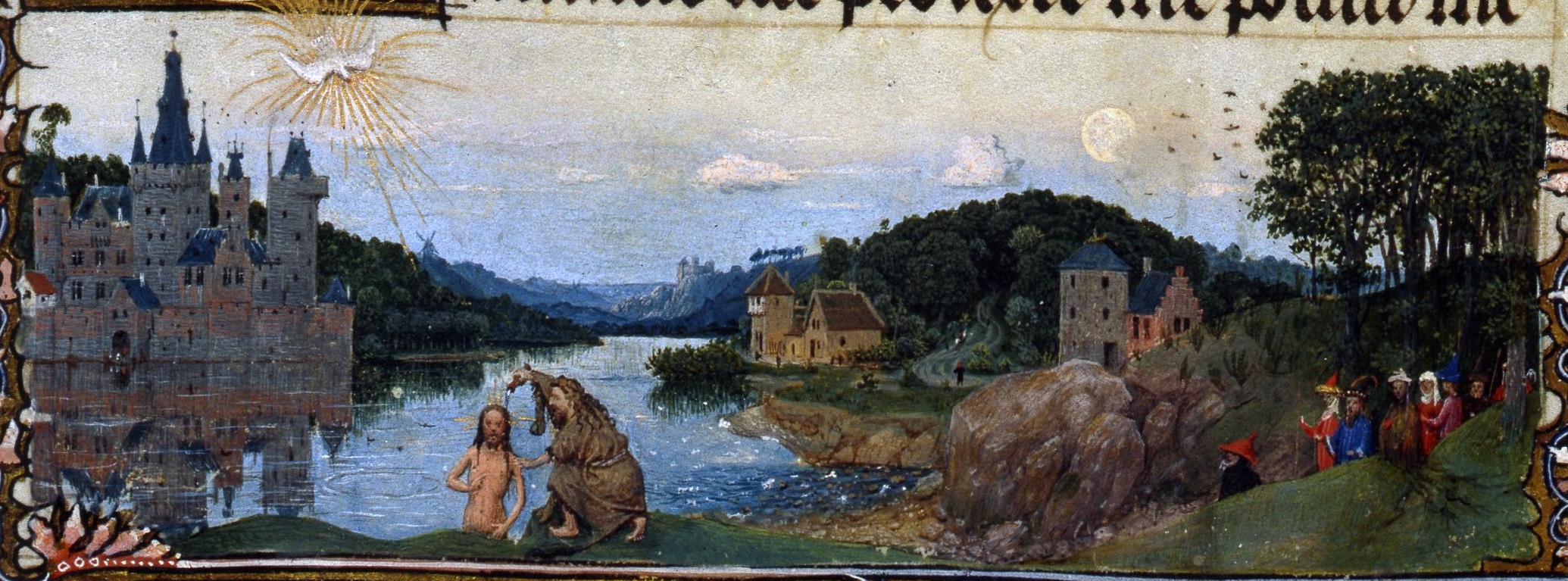
Marginalen med Jesu dop, eventuellt skapad av Jan van Eyck, ur det illuminerade manuskriptet Turin-Milan-tideboken, från cirka 1425.

Senantikens konst avvisade illusionismen för ett mer expressivt uttryck, en förändring som redan påbörjats vid tiden då kristendomen började påverka elitens konstideal. Illusorisk realism skulle först återvända till den klassiska västerländska konsten under senmedeltiden och tidig renässans, bland annat på grund av utvecklingen av ny teknik inom oljemåleri som förenklade skapandet av mycket subtila och precisa ljuseffekter med hjälp av smala penslar och många tunna lager av färg och lasyr. Vetenskapliga metoder för att skapa perspektiv utvecklades i Italien och spred sig gradvis i Europa. Genom influenser från antik konst blev anatomisk korrekthet norm precis som de idealiserade kropparna.
Att exakt avbilda ett landskap hade utvecklats inom den tidiga nederländska konsten och under renässansen, men utvecklingen tog rejäl fart under 1600-talet, under den så kallade holländska guldåldern, med mycket subtila tekniker för att avbilda olika väder- och ljusförhållanden. Även porträttmåleriet och skulpturen utvecklades åt ett mer realistiskt håll även om de avbildade ofta idealiserades genom utjämnande drag och konstlade poser. Stillebenmåleriet spelade en stor roll för utvecklingen av den illusoriska avbildningen, men i den nederländska blomstermåleritraditionen avbildades länge blommor från alla årstider samtidigt vilket så klart snarare skapar en overklighetskänsla. Till på köpet var stora blombuketter i vaser, så som de avbildas i målningarna något väldigt ovanligt på 1600-talet då normen var att visa en blomma i taget.

### Realism som ett sätt att avbilda det vanliga och alldagliga

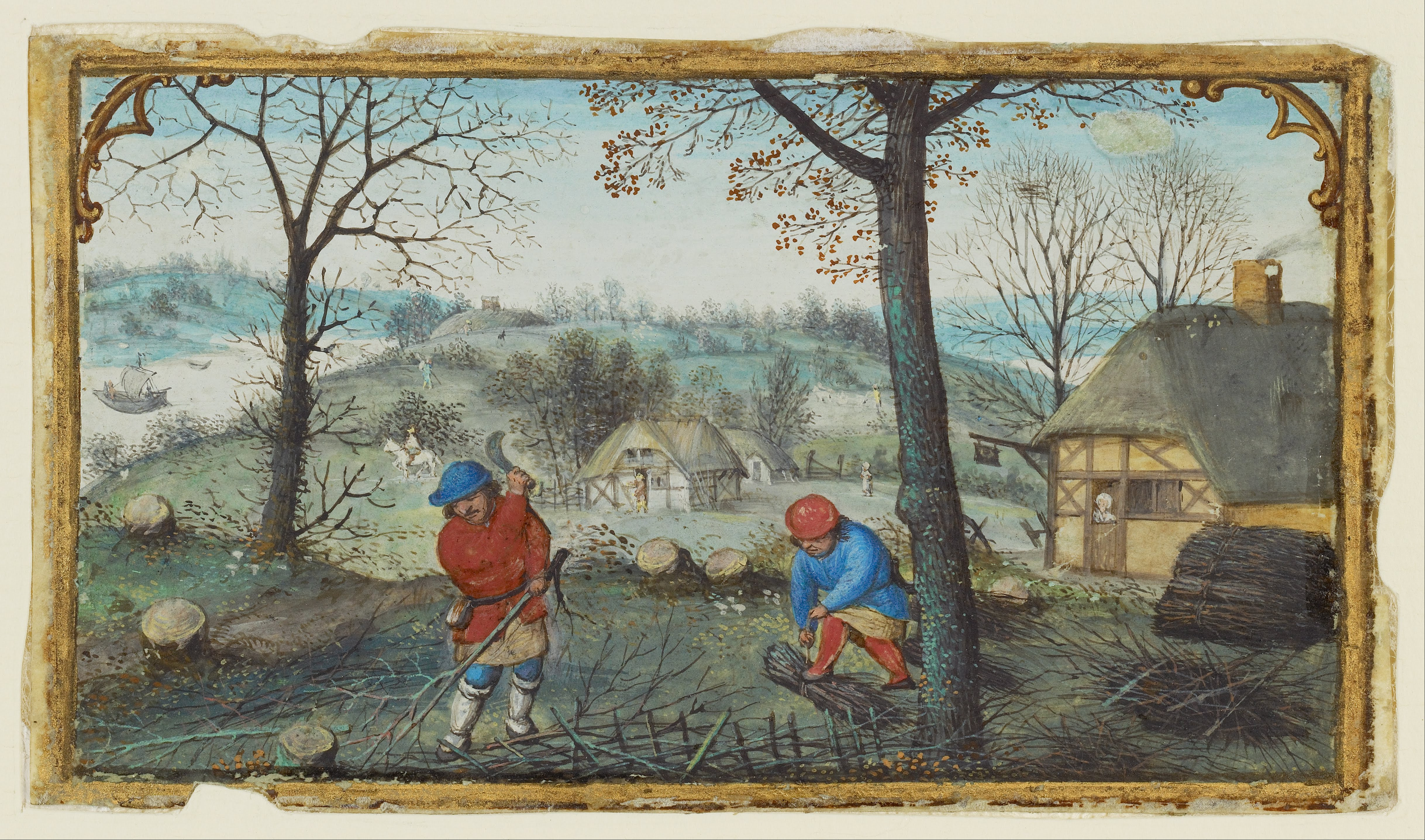
Träsnitt. En miniatyr från en serie av Simon Bening, cirka 1550.

Avbildningen av vardagliga ämnen har också en lång tradition inom bildkonsten, även om det ofta placerades i utkanten av kompositionen eller hade en mindre sekundär innebörd i bilden. Konst var något dyrbart som beställdes för specifika religiösa, politiska eller personliga syften vilket enbart erbjöd ett lite utrymme för den typen av scener. Drolerier, det vill säga burleska framställningar av fantasifigurer, i marginalerna på medeltida illuminerade manuskript innehåller ibland små vardagsscener. Med utvecklingen av perspektivteckningen erbjöds större ytor i bakgrunden på många utomhusscener som kunde göras mer intressanta genom att inkludera små figurer som ägnar sig åt vardagliga bestyr. Inom medeltida och tidig renässanskonst var det konvention att porträttera alla i samtida kläder varför det inte behövdes göra några ändringar även om motivet var religiöst eller historiskt.
Då handeln i Flandern var mycket god utvecklades en stor och välmående medelklass av köpmän vilket medförde att det tidiga nederländska måleriet började avbilda denna, i förhållande till tidigare porträttmåleri, lägre sociala klass som annars sällan förekommit inom denna konstform. Ett gott exempel är Makarna Arnolfinis trolovning från 1434 av Jan van Eyck. Vanligare var dock att medelklassen förekommer i religiösa scener som i Bebådelsen på Mérodealtaret av Robert Campin från 1425-1428 som innehåller väldigt detaljerade medelklassinteriörer. Dock ska tilläggas att objekten i båda dessa exempel bär på komplexa lager av symbolism vilket underminerar idén om att detta rör sig och realism för sin egen skull. Medeltida månadsbilder, varav många finns bevarade i tideböcker, avbildar främst bondens verksamhet under årets olika månader, ofta i ett rikt bemålat landskap, spelade en viktig roll för utvecklingen av landskapsmåleriet och för avbildningen av arbetarklassens vardag.

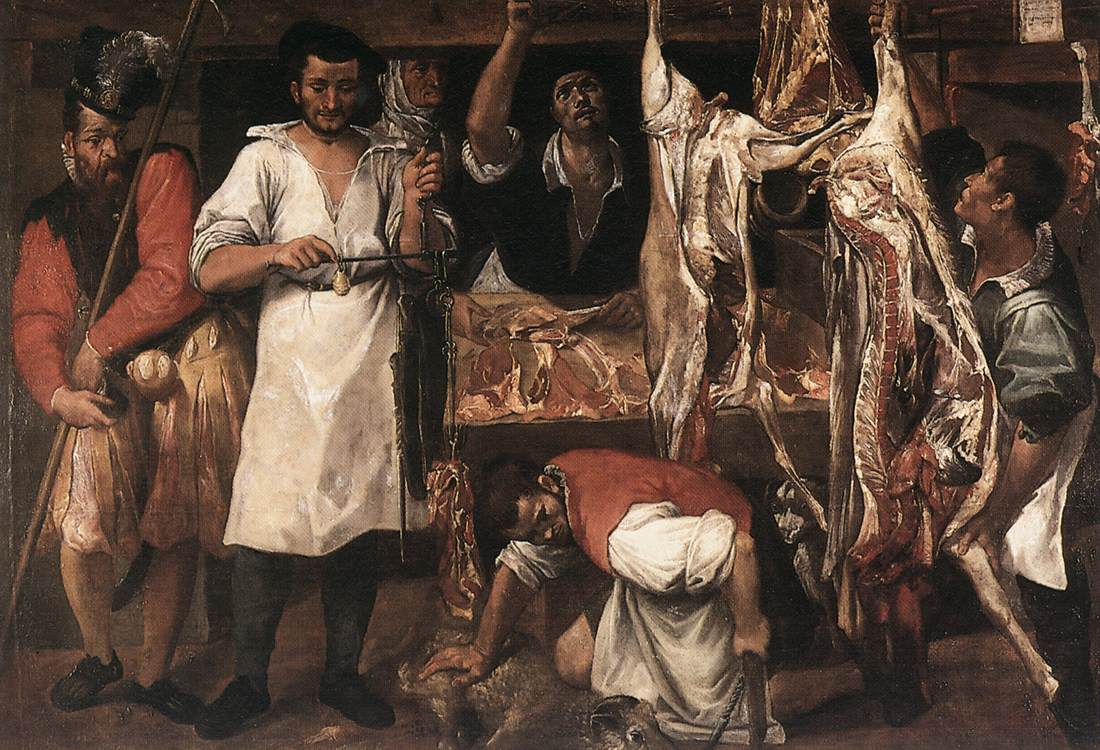
Annibale Carraccis Bottega del macellaio, tidigt 1580-tal

Under 1500-talet var det mode att i stora målningar inkorporera scener med arbetande människor, speciellt på marknader och i kök. I många av dessa har maten en minst lika framträdande roll som människorna. Exempel på detta finner man i verk av konstnärer som Pieter Aertsen och hans brorson Joachim Beuckelaer i Nederländerna, och  Bartolomeo Passerotti och Annibale Carracci i Italien. Pieter Bruegel den äldre är den konstnär som tillskrivs ha varit den första att skapa stora panoramamålningar som enbart avbildar böndernas liv. Detta blev inledningen på populariteten som detta genremåleri skulle få under 1600-talet, över hela Europa, med en mängd underkategorier som bamboccianti i Italien och bodegónes i Spanien, och sedermera introduktionen av den icke idealiserade bonden i historiemåleriet av konstnärer som Jusepe de Ribera och Velázquez. De tre franska bröderna Le Nain och många flamländska konstnärer, som Adriaen Brouwer, David Teniers den äldre och David Teniers den yngre målade bönder, men sällan bybor. Under 1700-talet var fortfarande målningar av arbetande människor populära, främst små målningar som baserades på holländskt tradition och främst av kvinnor.
Mycket konst som föreställde vanliga människor, särskilt i form av grafiska blad, var komiska och moralistiska, men enbart fattigdomen som ämne i sig verkar relativt sällan ha varit del av det moraliska budskapet. Från och med mitten av 1800-talet ändrades detta, och svårigheterna med livet för de fattiga betonades. Trots att denna trend sammanfaller med storskalig migration från landsbygden till städer i merparten av Europa, tenderar målare fortfarande att avbilda de fattiga på landsbygden, och lämnade i stor utsträckning grymheterna som förekom i stadens slumområden till illustratörer som Gustave Doré. Folkvimlet i städerna blev senare populära motiv bland impressionisterna och närbesläktade målare, särskilt bland de som befann sig i Paris.
Medeltida illuminierade manuskript innehåller ofta illustrationer av tekniken, men efter renässansen förekommer den typen av bilder nästan enbart i bokillustration, med undantag för marinmåleriet och hos ett fåtal konstnärer som Joseph Wright of Derby och Philip James de Loutherbourg, fram till den tidiga industriella revolutionen. Sådana ämnen sålde förmodligen dåligt och det finns en märkbar frånvaro inom måleriet av industrin, med undantag för några järnvägsmotiv, fram till senare delen av 1800-talet, då dylika konstverk började beställas, vanligtvis av industrialister eller av institutioner i industrialiserade städer, ofta i stor skala, och ibland skapade i en kvasiheroisk stil.

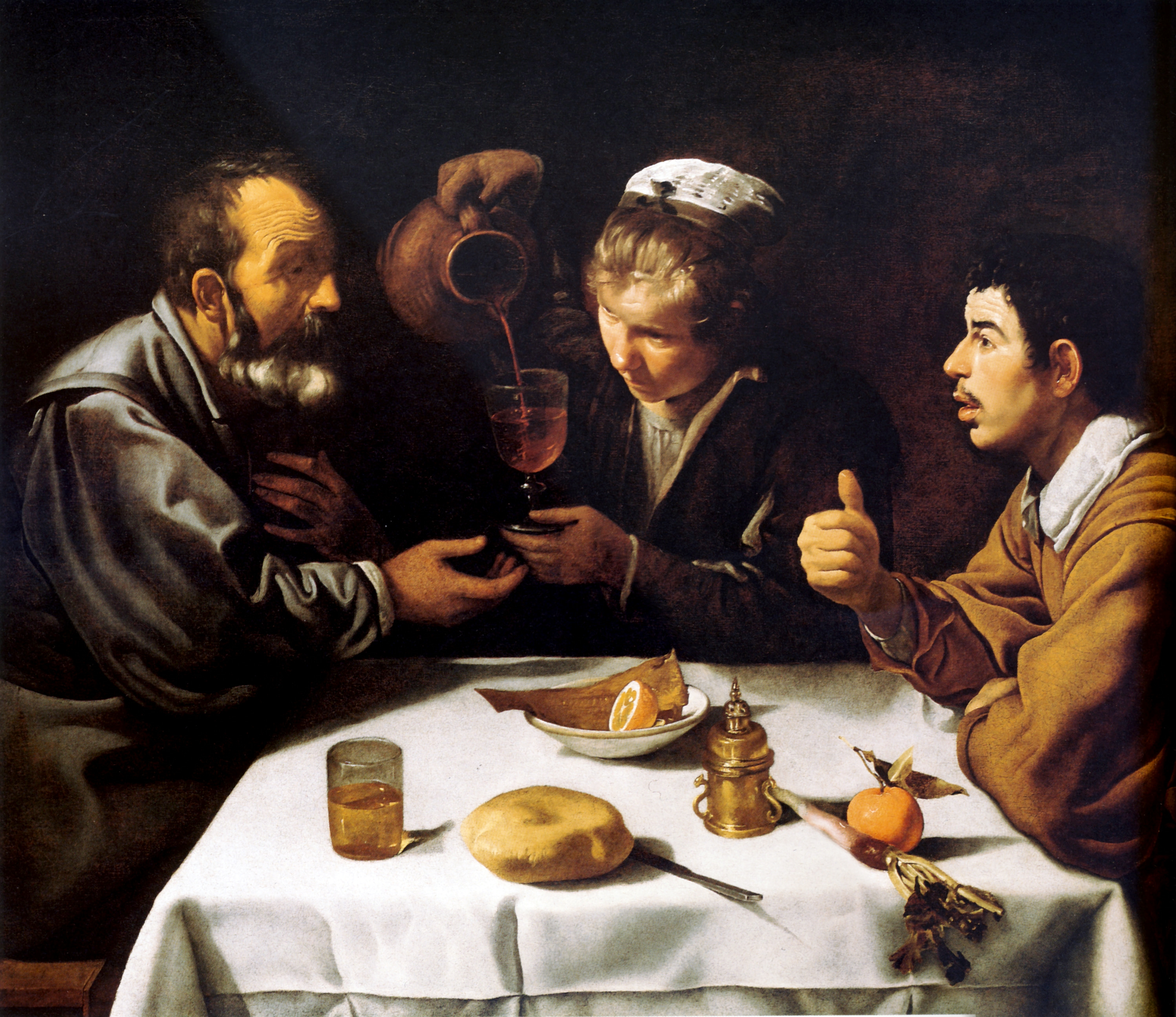
Diego Velázquez, El almuerzo, cirka 1620.
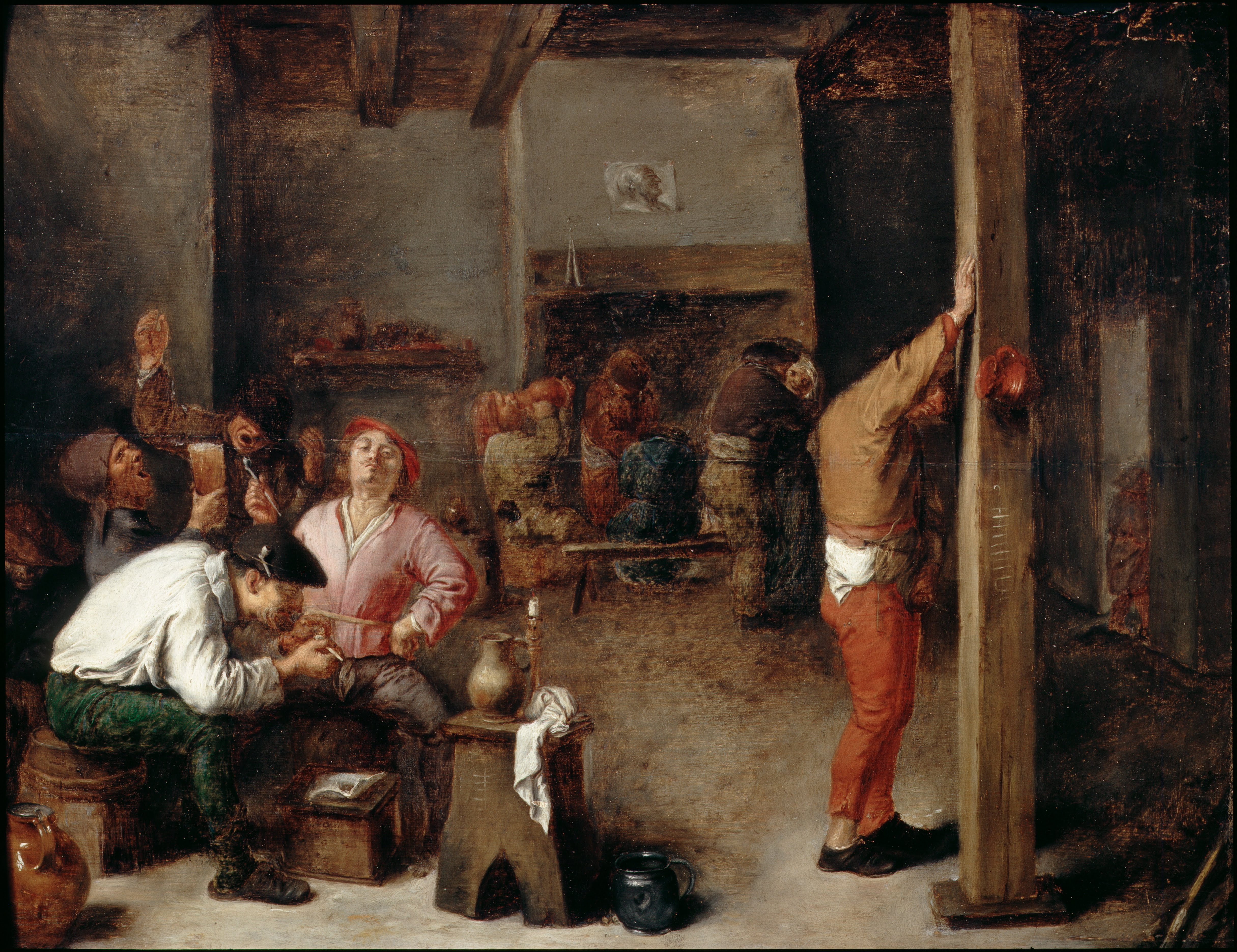
Adriaen Brouwer, Interior of a Tavern, cirka 1630
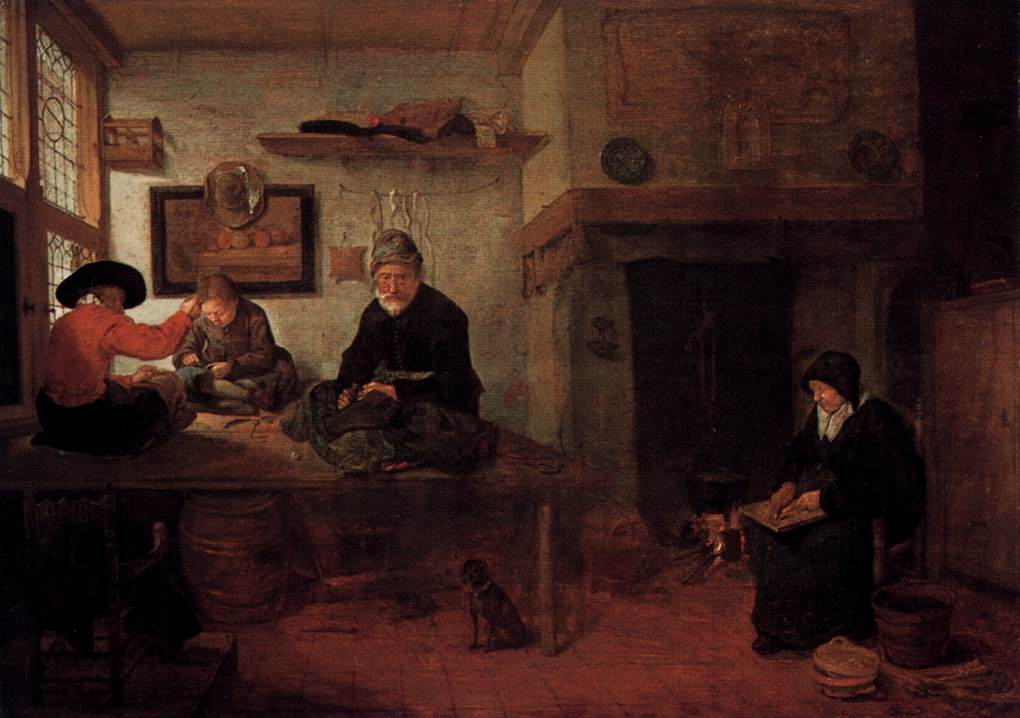
Quiringh van Brekelenkam, Interieur van een kleermakerswerkplaats, 1653.
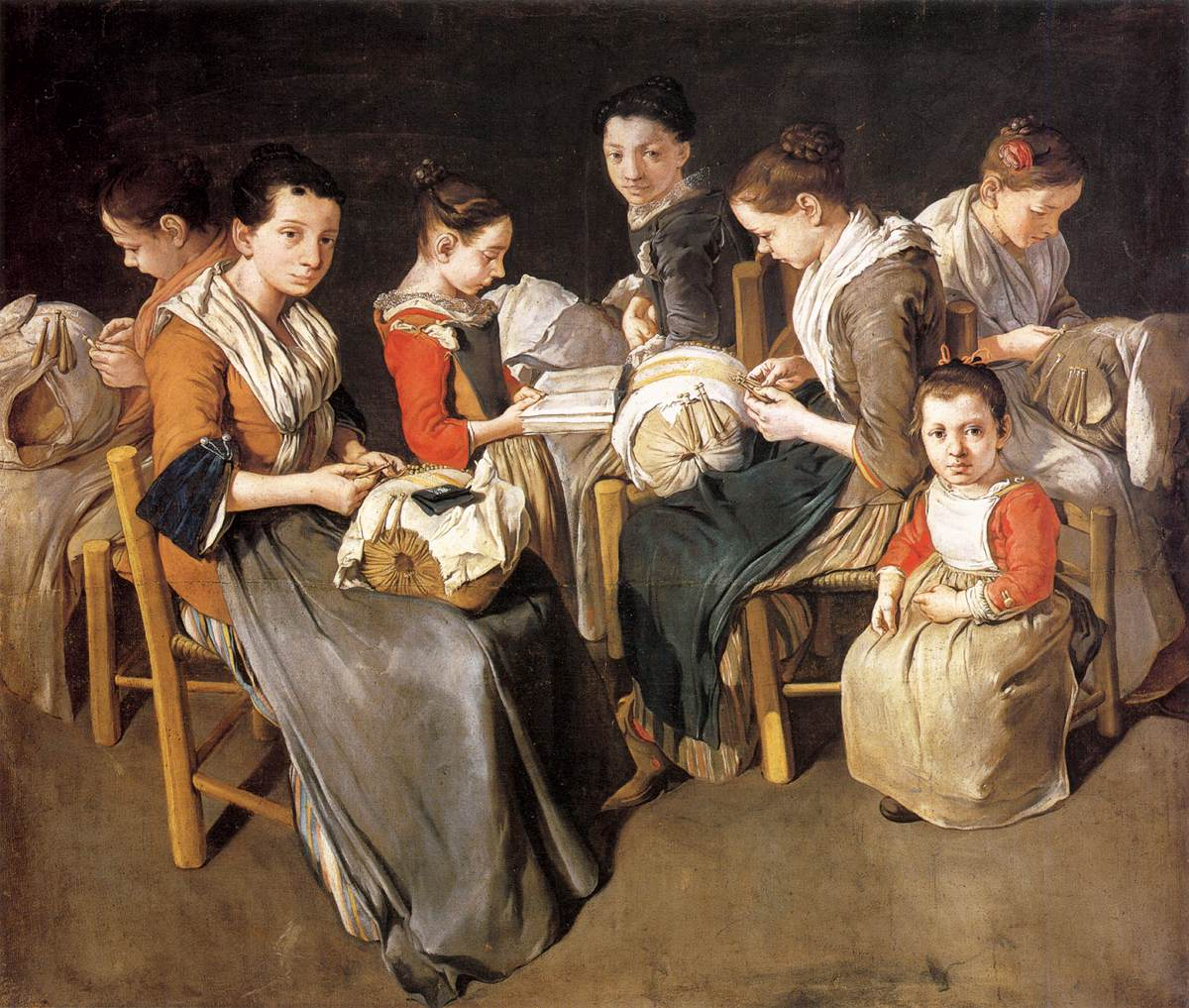
Giacomo Ceruti, Donne che lavorano su Cuscino pizzo (la scuola da cucire), 1720-tal
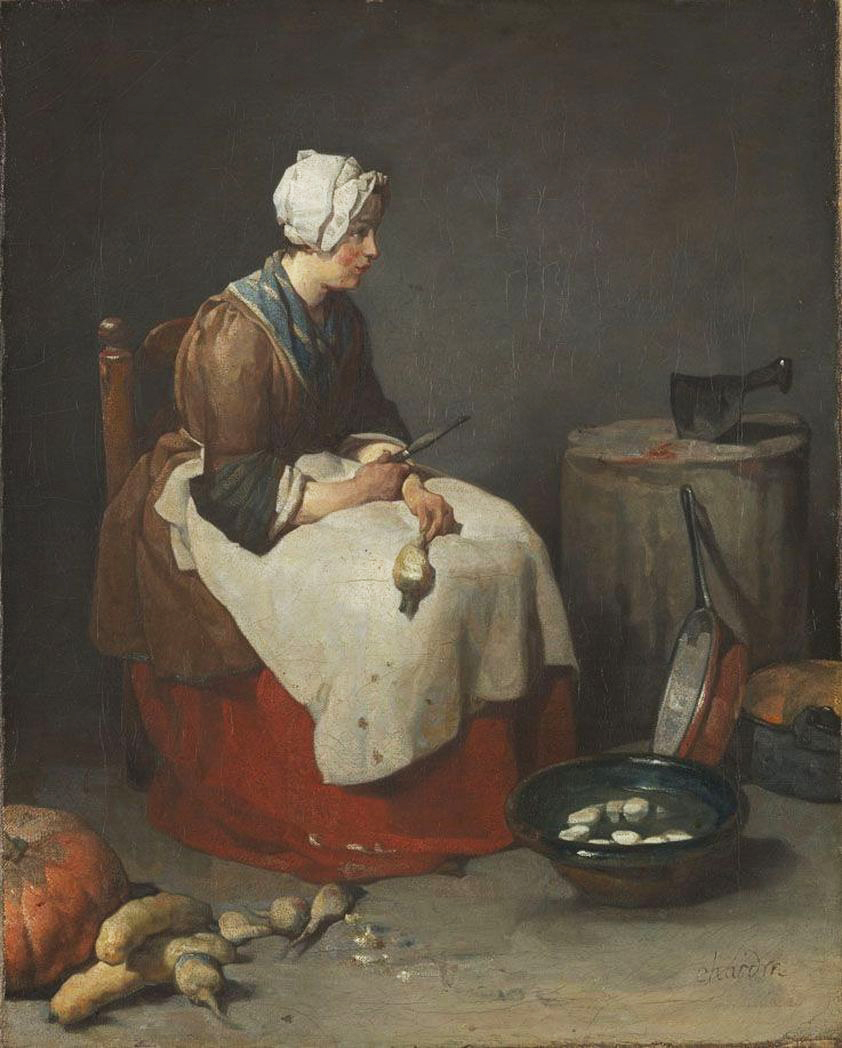
Jean-Baptiste-Siméon Chardin, Woman Cleaning Turnips, cirka 1738, Alte Pinakothek.
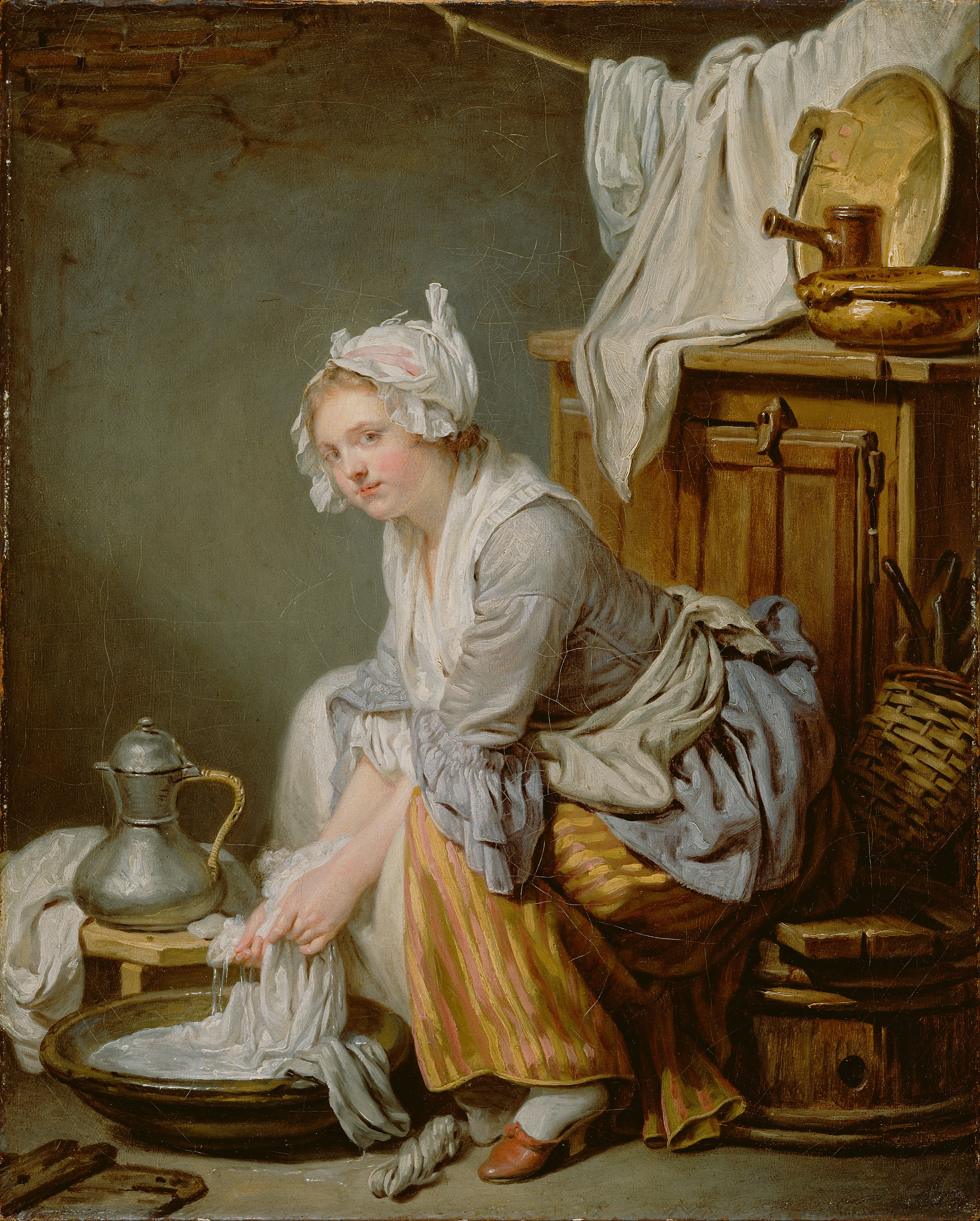
Jean-Baptiste Greuze, The Laundress, 1761
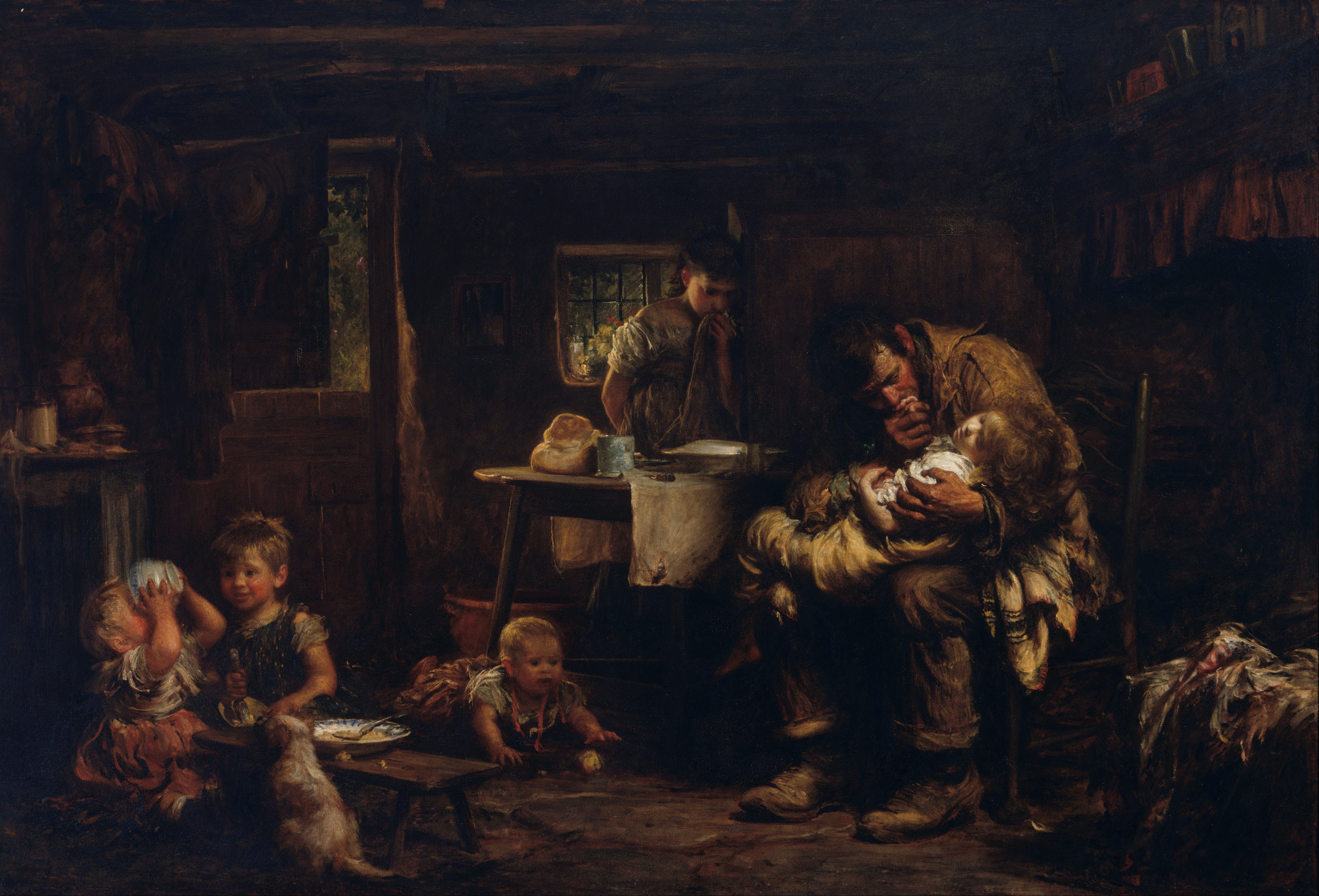
Sir Luke Fildes, The Widower, 1876
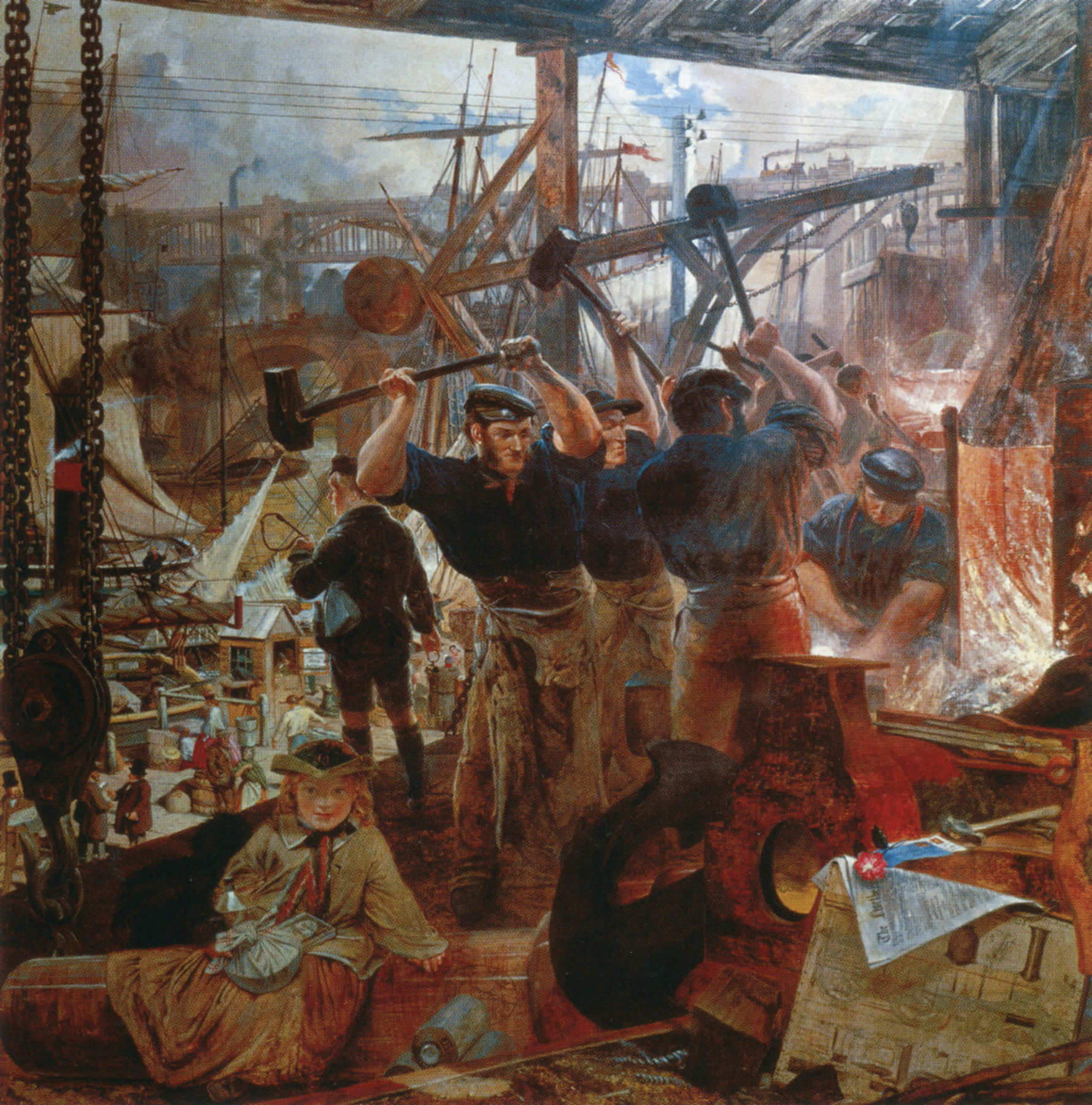
William Bell Scott Iron and Coal, 1855–60

### Realismen
Realismen som konströrelse inleddes under mitten av 1800-talet som en reaktion mot romantiken och historiemåleriet. Det var en rörelse som låtit sig inspireras av de revolutionära strömningarna i Europa och av Franska revolutionen i synnerhet. Den romantiska betoningen av känslan och fantasin ansågs vara en flykt från det verkliga livet. 1846 skrev den franska poeten och konstkritikern Charles Baudelaire att han ville se en konst som gav uttryck för det "heroiska i det moderna livet". Realisterna antog denna uppmaning. De ville avbilda vanligt folk i vardagliga sammanhangen och i arbete. Rörelsens främsta företrädare i Frankrike var Gustave Courbet, Jean-François Millet, Honoré Daumier och Jean-Baptiste-Camille Corot.

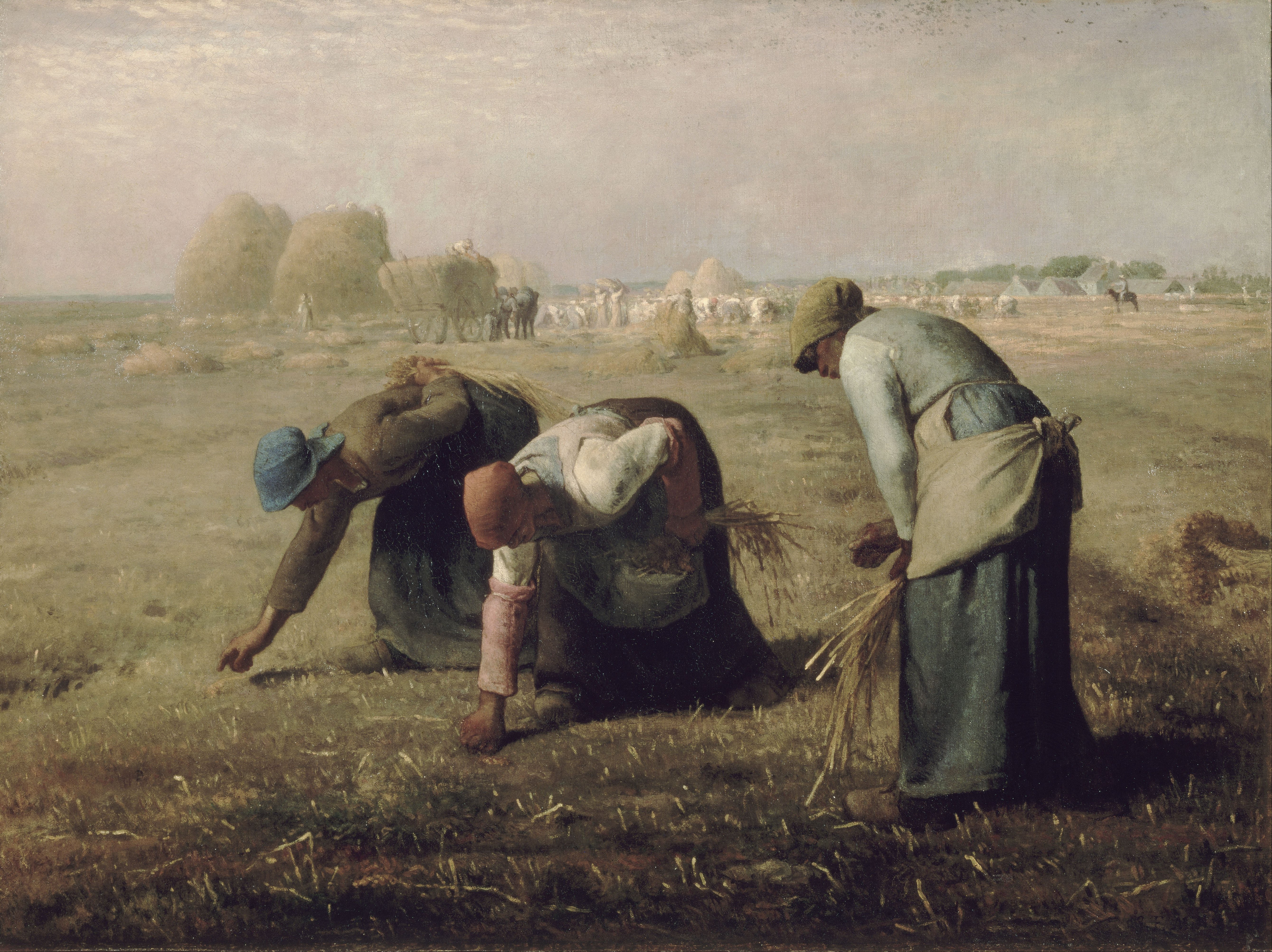
Jean-François Millet, Axplockerskor, 1857.
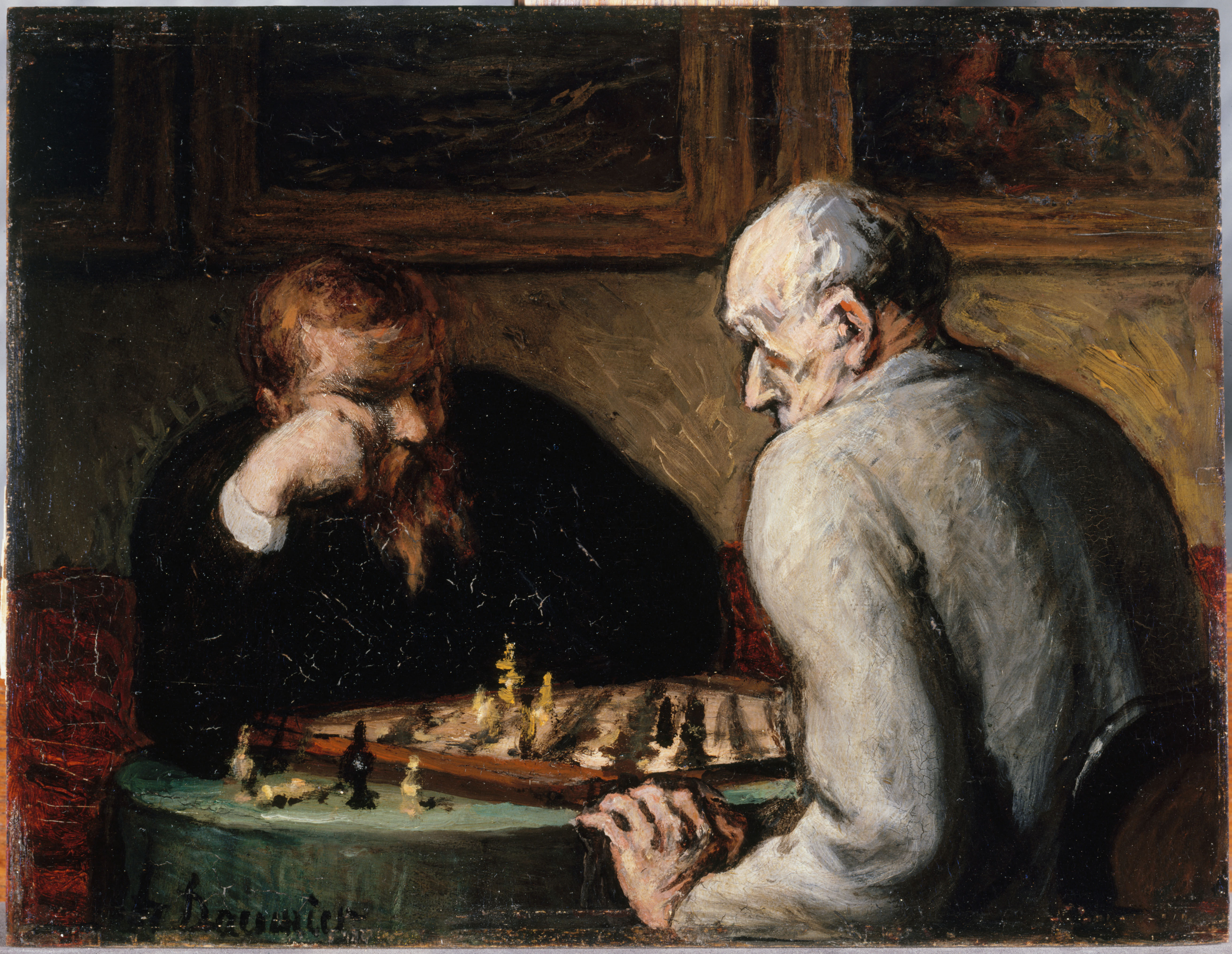
Honoré Daumier,Les Joueurs d'échecs, 1863.
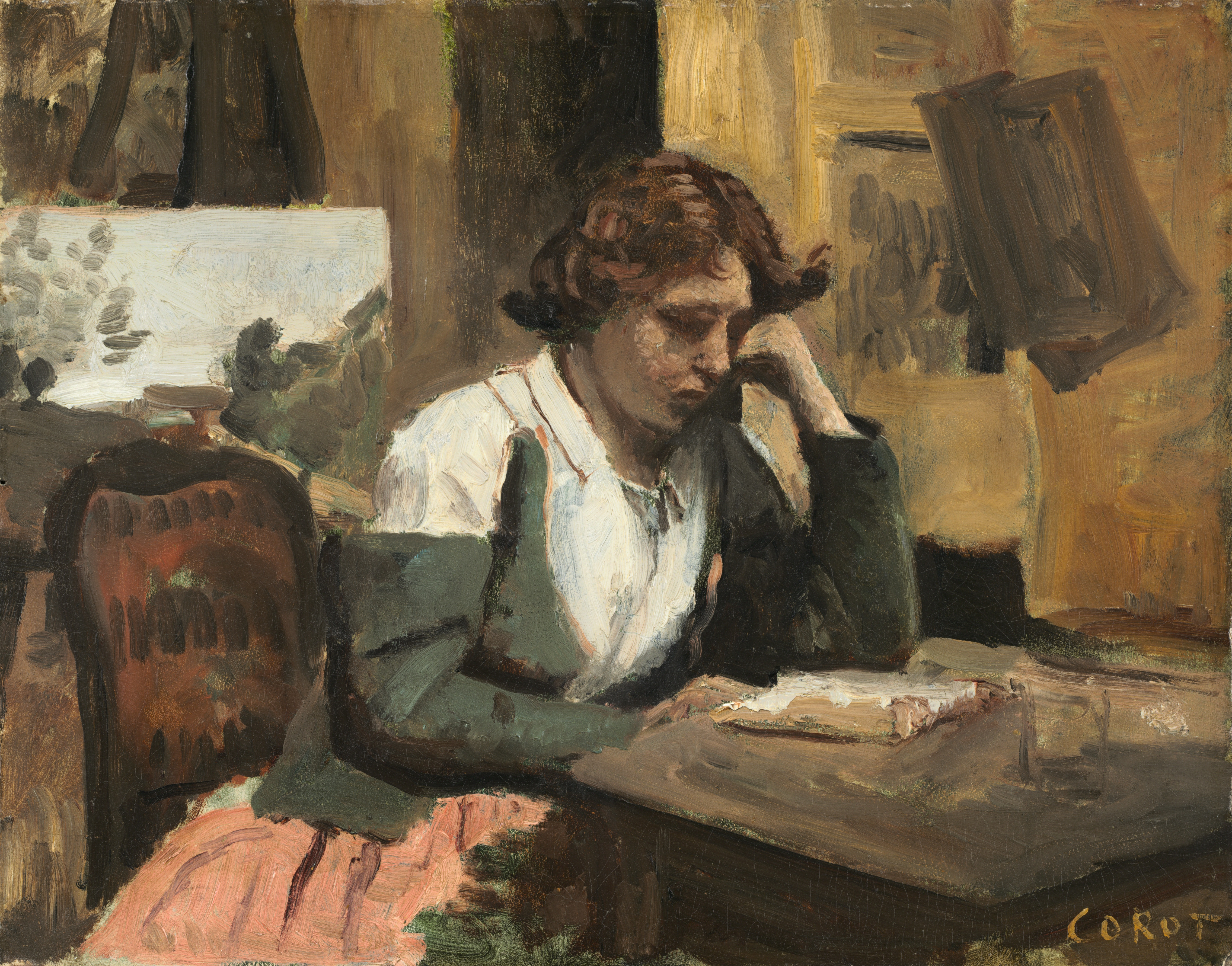
Jean-Baptiste-Camille Corot, Jeune fille lisant, 1868
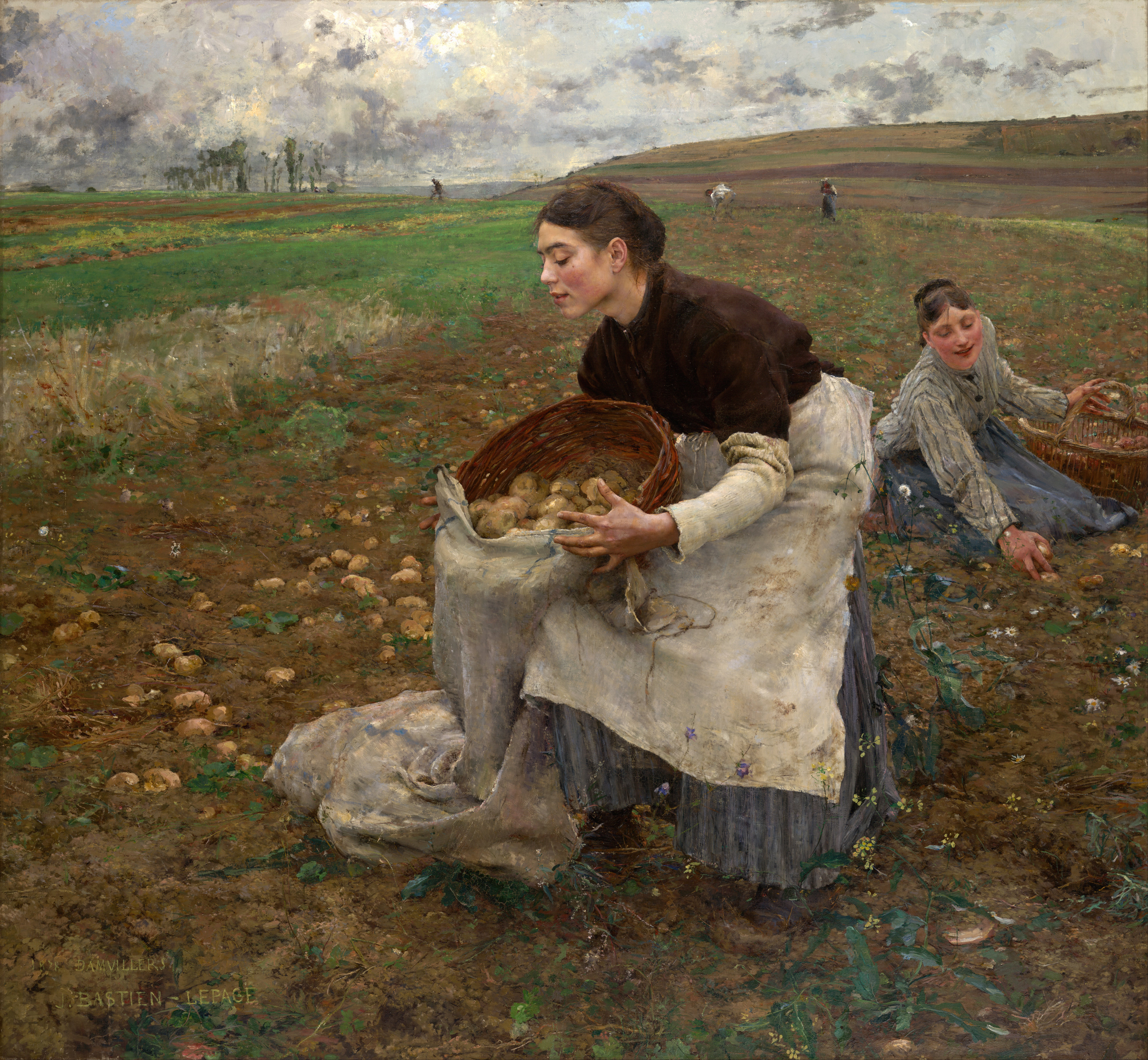
Jules Bastien-Lepage, Octobre, 1878.

Den franska realiströrelsen hade motsvarigheter i alla Västerländska länder, där de utvecklades något senare. Särskilt gruppen Peredvizjnikerna i Ryssland, vilka grundades på 1860-talet och som organiserade utställningar från 1871 omfattade flera realister som Ilja Repin, Vasilij Perov och Ivan Sjisjkin och utövade en ett stort inflytande på rysk konst. I Storbritannien hade konstnärer som Hubert von Herkomer och Luke Fildes stor framgång med sina realistiska målningar som avhandlade sociala frågor och i Tyskland tillhörde Adolph von Menzel samma strömning.

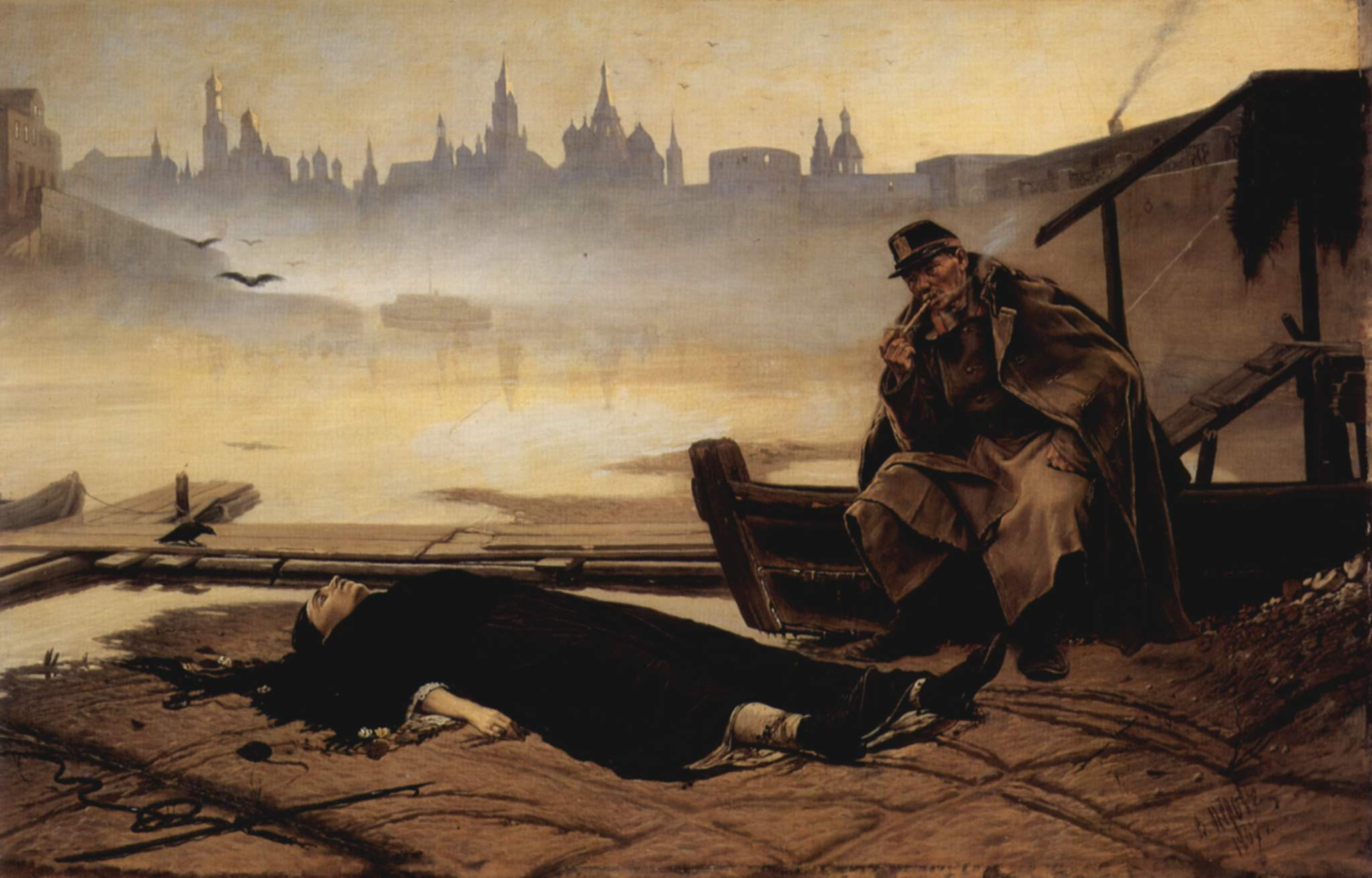
Vasilij Perov, Den drunknade, 1867
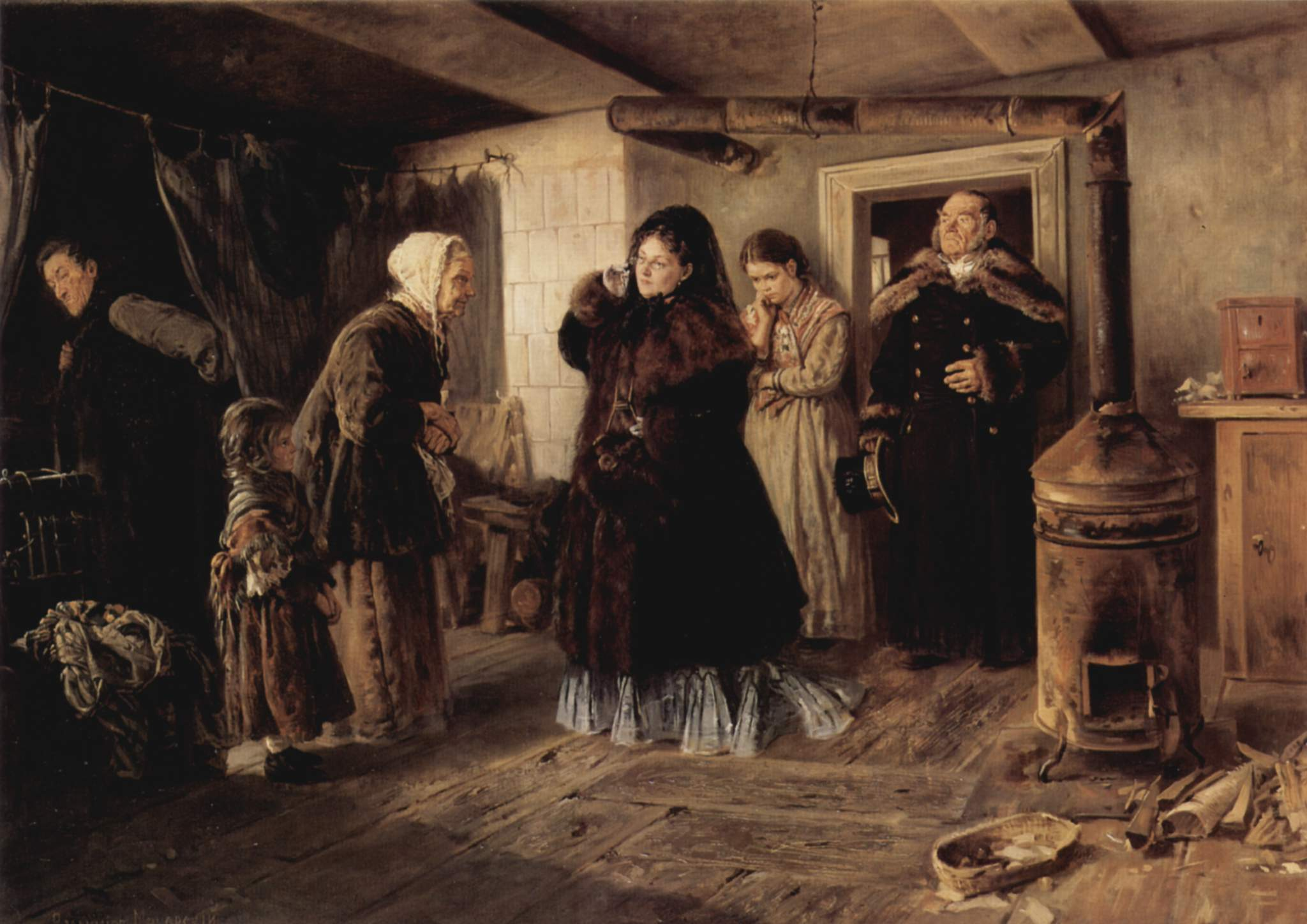
Vladimir Makovskij, "Filantroper", 1874
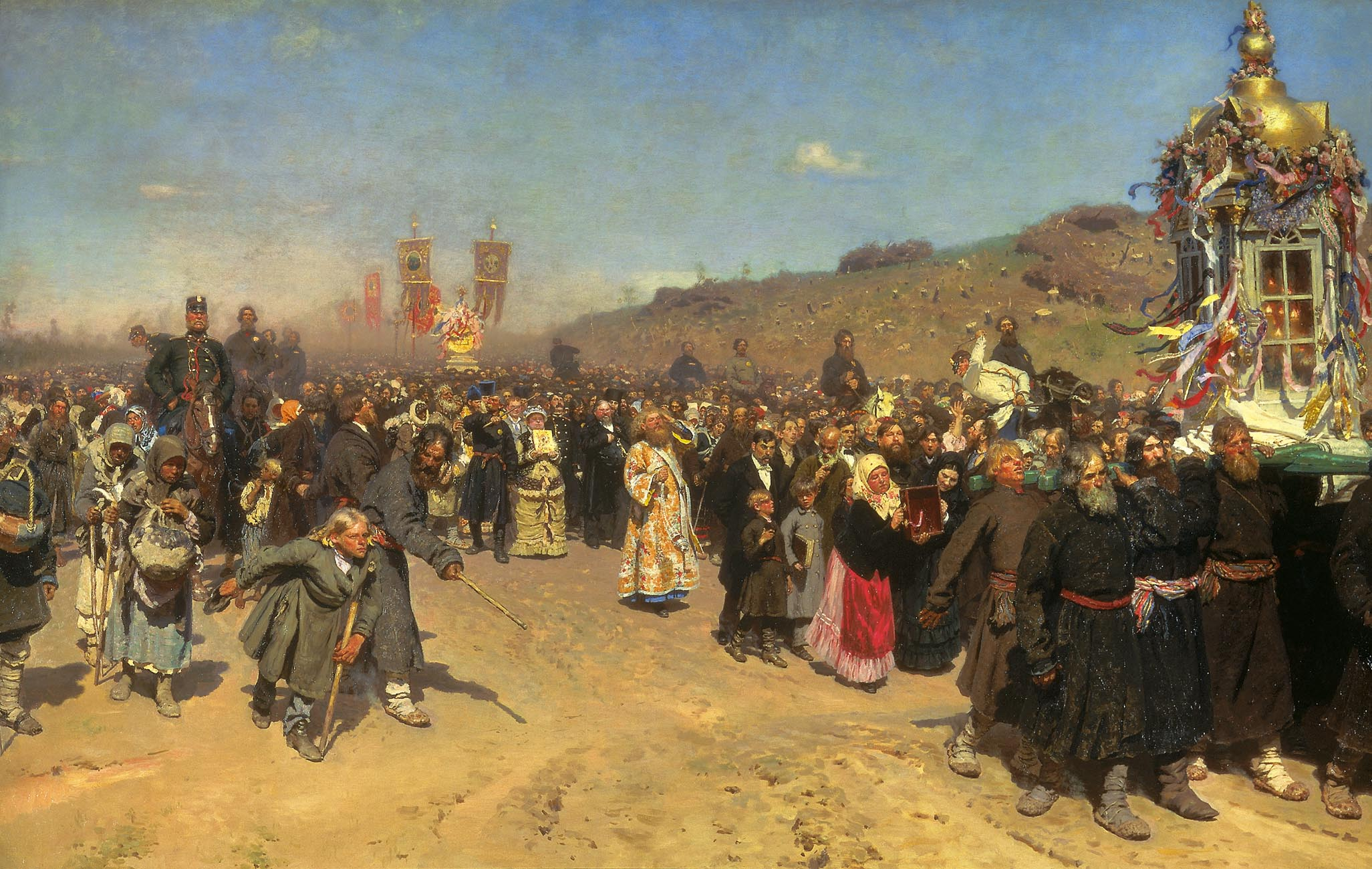
Ilja Repin, Religiös procession i Kurskprovinsen, 1880–83
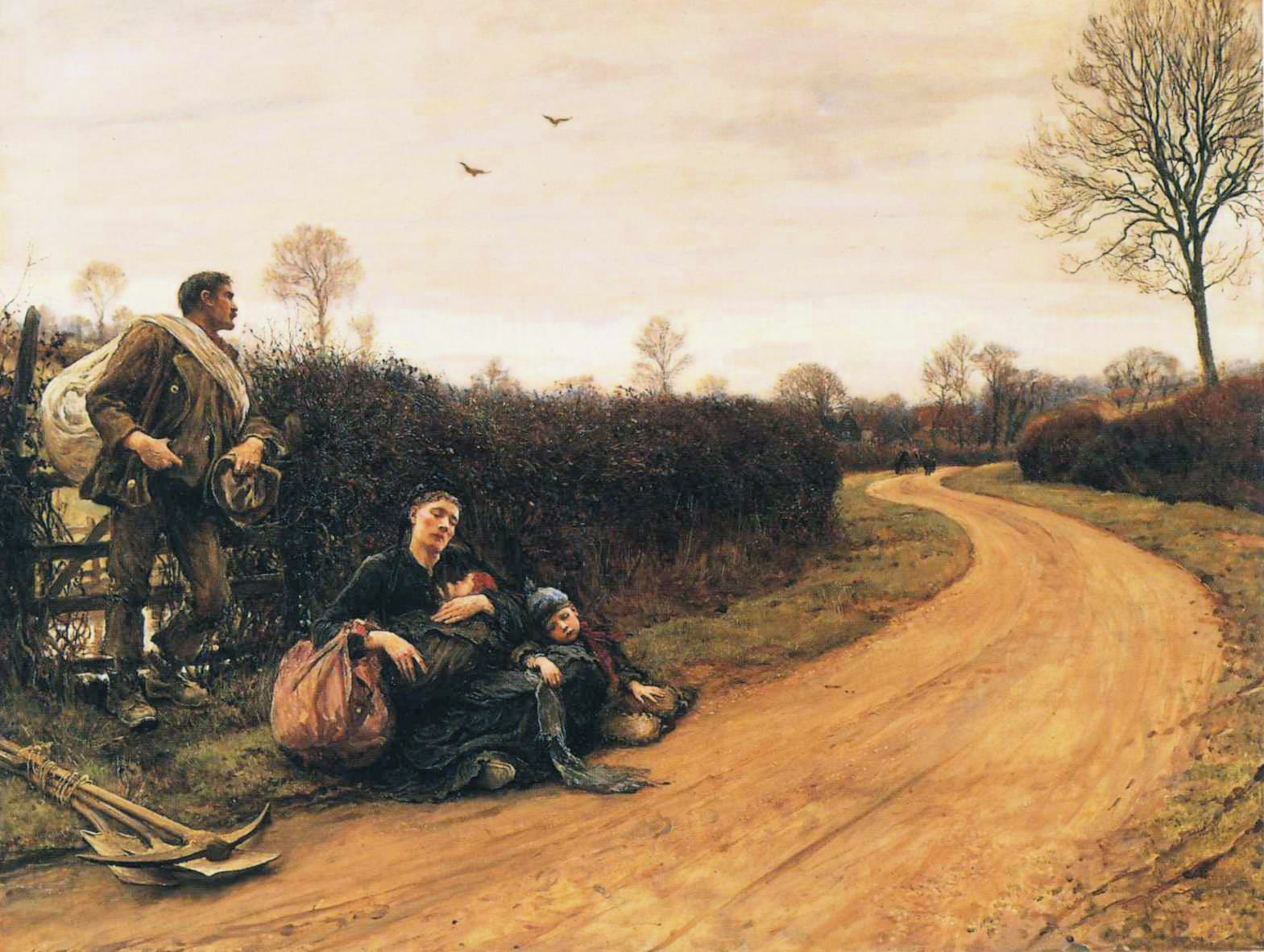
Hubert von Herkomer, Hard Times 1885

### Realistiska rörelser under 1900-talet

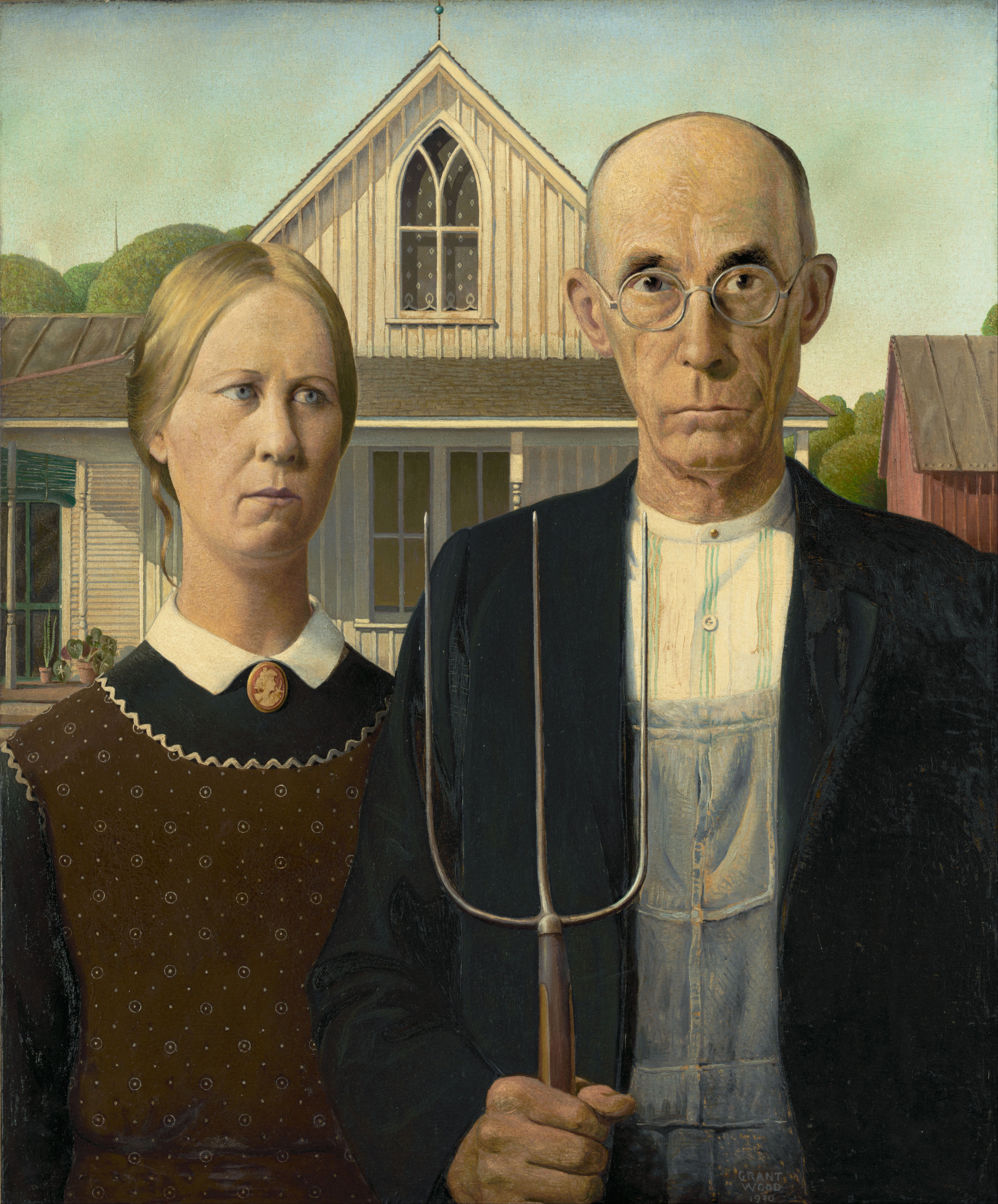
Grant Woods ikoniska American Gothic från 1930 är både ett exempel på socialrealism och på amerikansk regionalism.

Socialrealism, nya sakligheten, amerikansk realism, socialistisk realism och fotorealism är exempel på realistiska rörelser under 1900-talet.
Inom bildkonsten används termen socialrealism för att beskriva målningar med motiv från arbetarklassens liv och miljöer, och kan sägas ha sitt ursprung i de franska 1800-talsmålarna Gustave Courbets och Honoré Daumiers arbeten. Begreppet började dock inte användas förrän under 1900-talet.

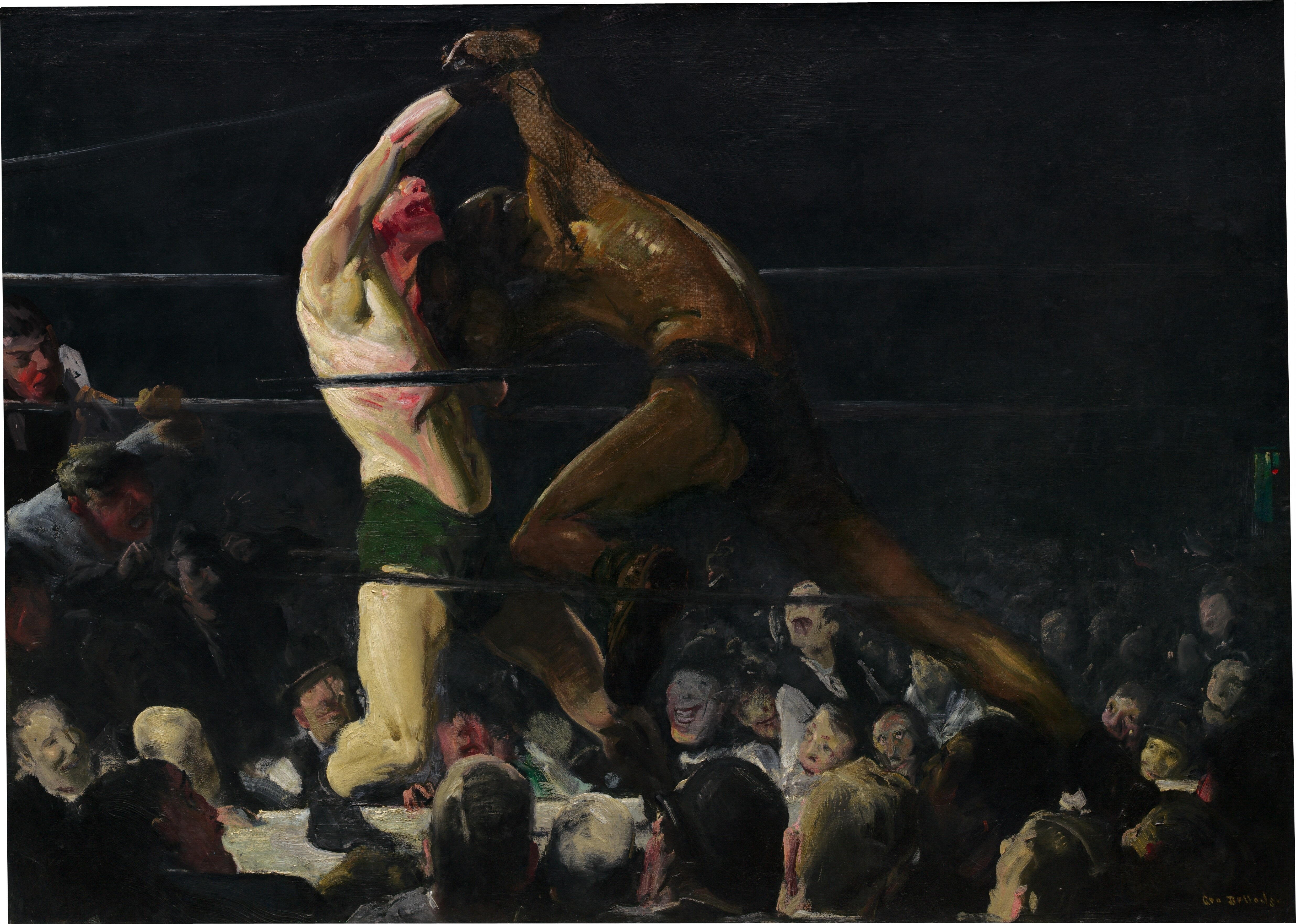
George Bellowss Both Members of This Club från 1909, ett exempel på rörelsen amerikansk realism.

Amerikansk realism var en rörelse som ville beskriva samtidens sociala verklighet. Det började som en litterär rörelse i mitten  av 1800-talet och blev en viktig rörelse inom den amerikanska bildkonsten i början av 1900-talet. Rörelsen förknippas med skolan Ashcan School och flera av konstnärerna, som George Bellows, Robert Henri, Edward Hopper och Everett Shinn lät sig inspireras av äldre amerikanska konstnärer som Mary Cassatt, John Singer Sargent, James McNeill Whistler och  Winslow Homer men ville skapa en ny, urban konst som skildrade det nya stadslivet.
Nya saklighet var en rörelse som växte fram i Tyskland på 1920-talet, som hade liknande ambitioner som de amerikanska realisterna. Begreppet myntades 1925 vid en utställning som bland annat presenterade konstnärerna Max Beckmann, Otto Dix, George Grosz och Jeanne Mammen. Den nya sakligheten vände sig främst emot expressionismen och futurismen och vad de ansåg som romantiserande idealism. Det rör sig om tydliga, detaljerade, starkt realistiska, ibland groteska, satiriska målningar och teckningar med ett starkt desillusionerat uttryck och är en form av socialrealism. Det närmast övertydliga återgivandet samt ett hårt och kallt ljus gav bilderna drag av overklighet och i vissa fall kan uttrycket ha släktskap med magisk realism.

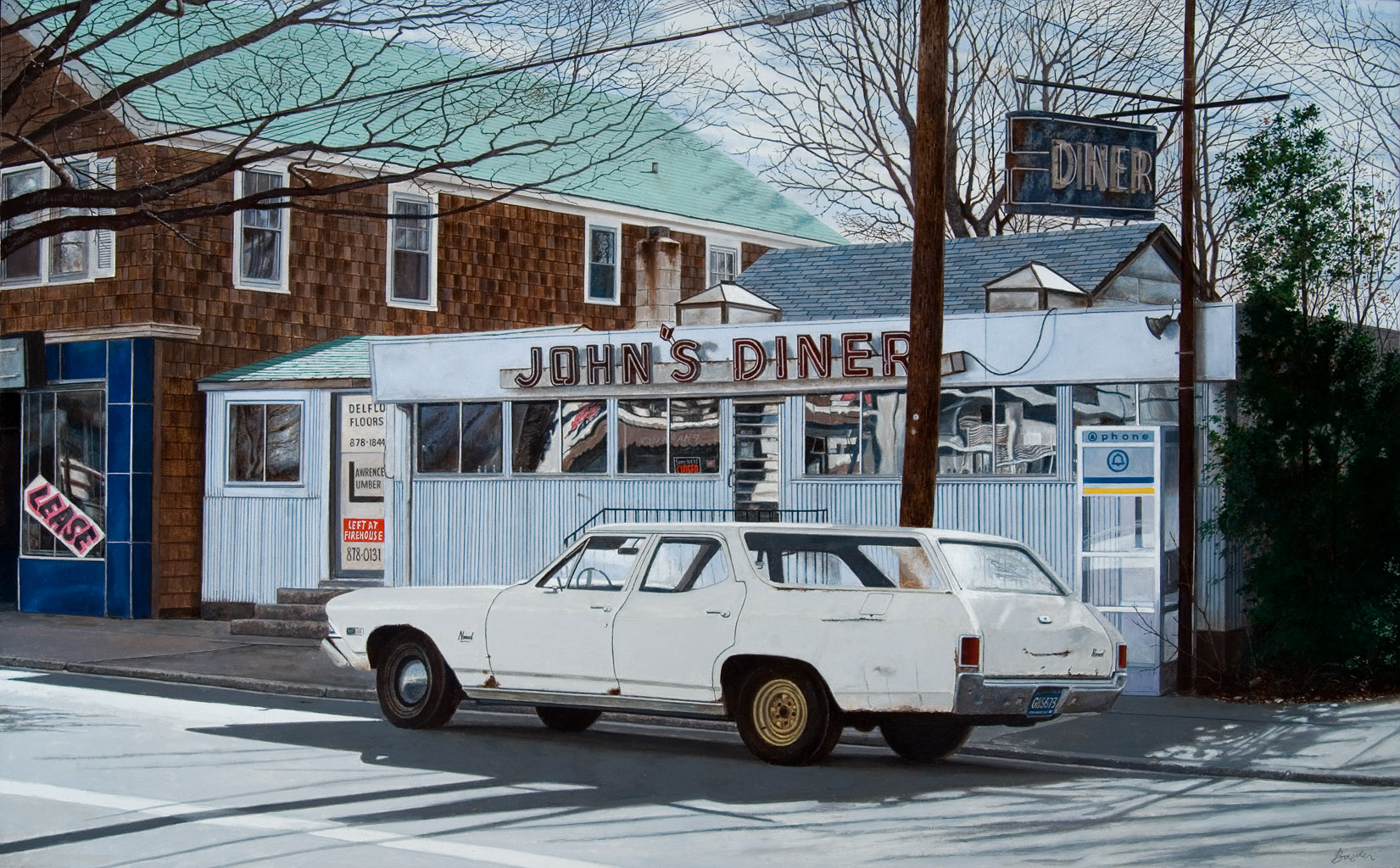
John's Diner with John's Chevelle, från 2007 av John Baeder är ett exempel på fotorealism.

Socialistisk realism uppstod i Sovjetunionen på 1930-talet och innebar att konstnären skulle skildra och delta i bygget av det socialistiska samhället. Denna företeelse spreds sedan till de länder som betecknade sig som socialistiska.
Generellt är fotorealism en genre där konstnären utgår ifrån fotografier för att avbilda något så verklighetstroget som möjligt,  och samtidigt försöka att dölja de konstnärliga teknikerna, som penseldrag eller försöker efterhärma ytors in i minsta detalj när det kommer till skulpturer. Men begreppet är inte bara en genre utan refererar även till en specifik amerikansk konströrelse under sent 1960- och tidigt 1970-tal där några av de mer namnkunniga konstnärerna utgörs av Richard Estes, Ralph Goings, Richard MacLean, Davis Cone, Robert Bechtle, John-Erik Ronland Franzén Rod Penner, Ron Kleeman, Randy Dudley, Audrey Flack och Chuck Close. Inom skulpturen intar Duane Hanson en särställning.